# Дубасов Іван Іванович
Іва́н Іва́нович Дуба́сов (рос. Иван Иванович Дубасов; 30 листопада 1897, Одинцово — 15 березня 1988, Москва) — російський радянський художник, головний художник Держзнаку у 1932—1971 роках, заслужений діяч мистецтв РРФСР з 1959 року. Розробляв ескізи й оригінали багатьох радянських грошових знаків, державних нагород і поштових марок протягом декількох десятиліть. Нагороджений орденами Леніна, Трудового Червоного Прапора, Знак Пошани, низкою медалей.

## Біографія

### Дитинство і юність
Іван Іванович Дубасов народився в 1897 році в підмосковному місті Одинцово. Його батько, Іван Митрофанович Дубасов, працював помічником ревізора в Московській контрольній палаті, а позаробочого часу приробляв, малюючи карикатури на замовлення журналів. Схильності батька передалися й сину, який пристрастився до малювання ще в дитинстві. У 1908 році Іван вступає доІмператорського Строгановського училища, обравши професію емальєра, і успішно там навчається.
У 1913 році на проведеному серед вихованців конкурсі з ілюстрації до Євангелія Іван, виконавши роботу в давньоруському стилі й посівши перше місце, нагороджується Великодньою грамотою.
У 1915 році йому був вручений Диплом першого ступеня і присвоєне звання «учений маляр», яке надавало право викладати малювання, креслення та правопис у гімназіях. Однак починається Перша світова війна, і 1916 року Іван йде добровольцем до 28-го запасного полку, а вже восени вирушає до чинної армії на Західний фронт служити пішим розвідником.

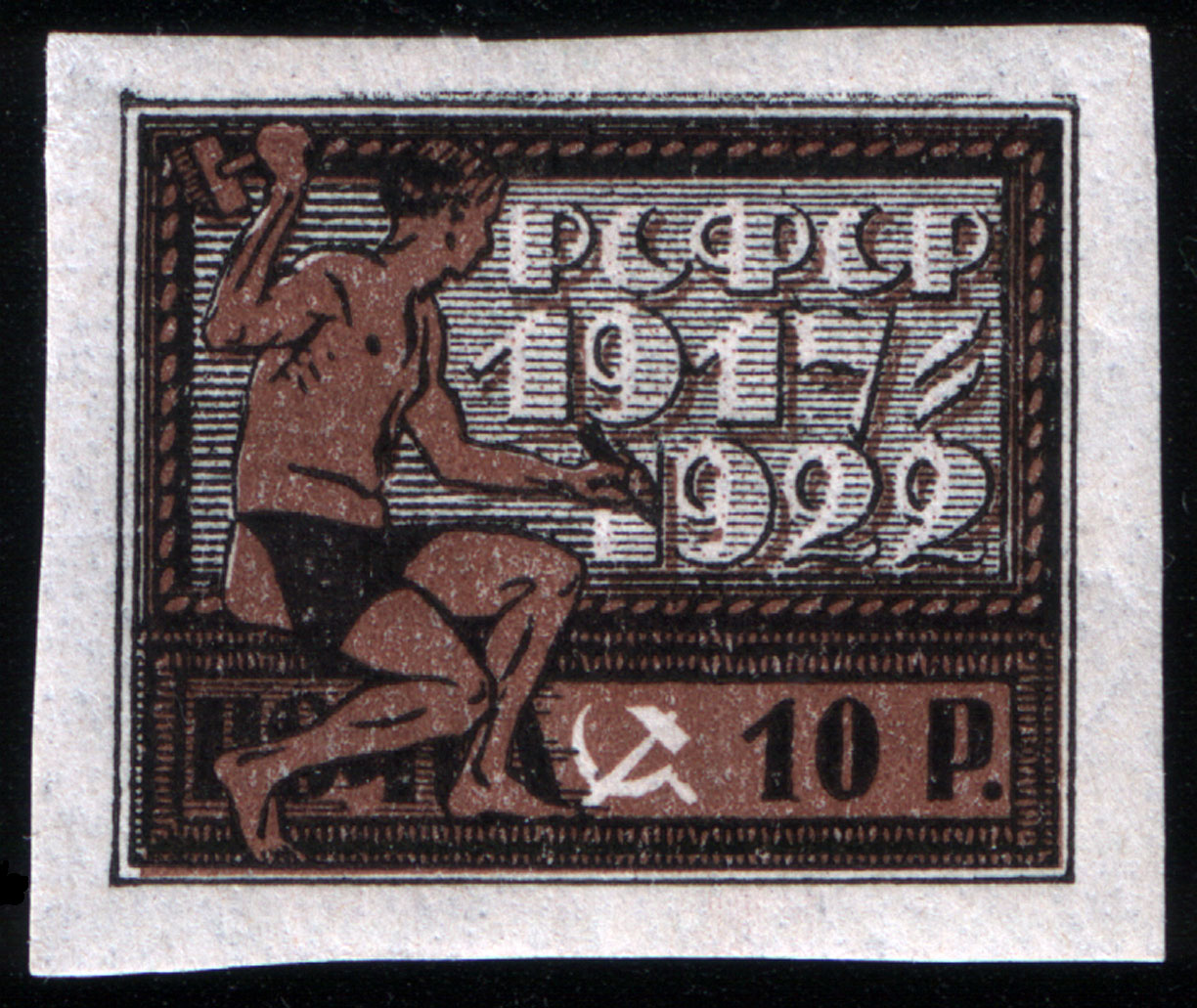
Марка РРФСР із серії «П'ятиліття Жовтневої революції», (1922, 10 рублів) (ЦФА № 54; Скотт № 211)

Жовтнева революція застала Івана в Румунії, де він лікувався від тифу. Пізніше санітарним поїздом Іван відправляється до Москви. Навесні 1919 року Івана призивають тепер уже до лав Червоної Армії.
Додому він вертається лише в 1922 р. та влаштовується до однієї зі шкіл Кунцевського району. Одночасно митець продовжує займатися пошуками іншої роботи, допоки влітку не трапить оголошення в газеті «Известия», що повідомляло про конкурс на найкращий ескіз поштової марки, присвяченої п'ятиліттю Жовтневої революції і створенню РРФСР. У конкурсі брали участь такі відомі графіки, як Д. І. Митрохін, С. В. Чехонін тощо. Через відсутність фарб і гасу молодий художник використовував розчин марганцівки замість акварелей. Натурником він умовив попрацювати сусіда Миколу Гаарблейхера. Іван направляє свій проект на конкурс, одержуючи першу премію в мільярд карбованців, а марка із зображенням робітника, що викарбовує на кам'яній плиті напис «РСФСР 1917—1922» (ЦФА № 54; Скотт № 211), розходиться по країні багатотисячним накладом.
Талановитого художника помічають у Держзнаці та запрошують на роботу як художника-гравера, а згодом — компонувальника малюнків. Від 24 серпня 1922 року почався для Івана Дубасова трудовий шлях на Другій Московській фабриці заготівлі знаків.

## Робота у Держзнаці

### Перше відповідальне завдання— Герб СРСР
Після створення СРСР (1922) розпочалася підготовка Конституції нової держави, і терміново треба було розробити новий державний символ. Комісія ЦВК провела конкурс на найкращий ескіз герба союзної держави. Із варіантів багатьох художників, які взяли участь у конкурсі, перевагу віддали ескізові Всеволода Павловича Корзуна. Однак його ескіз герба, на думку комісії ЦВК, мав серйозну ваду: напис «Пролетарі всіх країн, єднайтеся!» зроблено лише російською мовою, у той час як її необхідно було зобразити на всіх мовах республік Союзу.
Держзнаку було доручено створити герб на основі проекту Корзуна. Роботою керував завідувач художньо-репродукційного відділу Держзнаку Володимир Миколайович Адріанов. Він запропонував як основну ідею помістити в центрі емблеми зображення земної кулі з накладеним на нього серпом і молотом. Доробкою займався І. І. Дубасов. Для того, щоб кількість гасел «Пролетарі всіх країн, єднайтеся!» можна було в майбутньому змінювати, Дубасов запропонував розмістити їх на витках стрічки, що обвиває жмути колосся. Саме цей малюнок герба СРСР був остаточно затверджений за підписом секретаря ЦВК Авеля Сафроновича Єнукідзе 22 вересня 1923 року.

Проект герба СРСР І. І. Дубасова (1923)
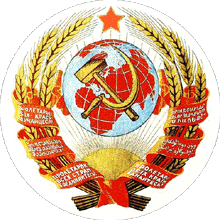
Остаточний варіант герба від 6 липня 1923 року

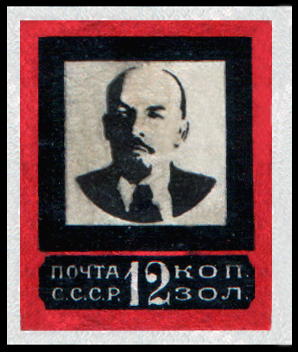
Марка СРСР із жалобної серії «Пам'яті В. І. Леніна» (1924, 12 копійок; ЦФА № 197, Скотт № 267)

### Головний художник Держзнаку
Тогоріч 1923 року Іван Дубасов починає працювати також над грошовими знаками. Ним був виготовлений ескіз селянина-сівача для трьох червінців, а наступного 1924 р. бере участь у створенні оригіналів паперових бонів, що випускалися номіналом у 1, 2, 3, 5, 20 і 60 копійок. Дубасовим був виконаний ескіз бона в одну копійку, а пізніше — ескіз напівчервінця.
Після смерті Володимира Леніна (1924) художник за завданням Держзнаку виготовив жалобну марка з зображенням тінистого портрета вождя, обведеного червоною та чорною рамками (ЦФА № 195—198; Скотт № 265—268). Практично за один день Іван Дубасов підготував оригінал, і 27 січня о 16 годині, себто в день і годину початку церемонії прощання з Леніном, марка пущена в обіг. Згодом вона, ставши великою рідкістю, набула чималої цінності.
У 1925 році І. І. Дубасов бере участь у виготовленні оригіналів білетів державної скарбниці: 3 карбованці (лицьова й зворотні боки) і 5 карбованців (лицьова сторона — художник В. К. Купріянов, зворотна — Дубасов). Дубасовим створюються ескізи лицьової сторони 50 червінців, в 1926 році — 1 червінця, а вже 1928 і 1932 роках в обіг запроваджуються купюри в 2 і 3 червінці, оригінали яких, повністю виконані Іваном Дубасовим.

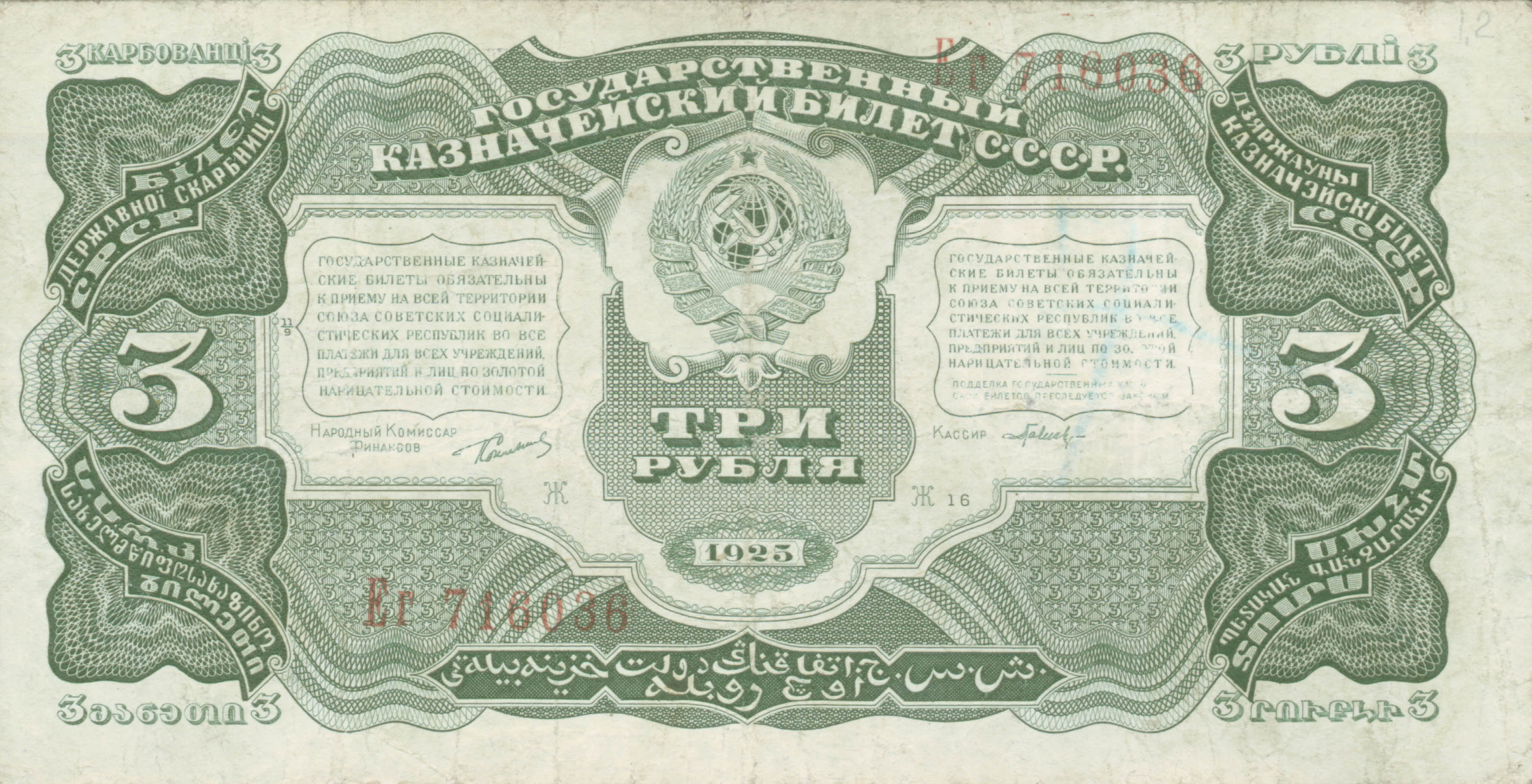
3 карбованці СРСР (1925). Аверс
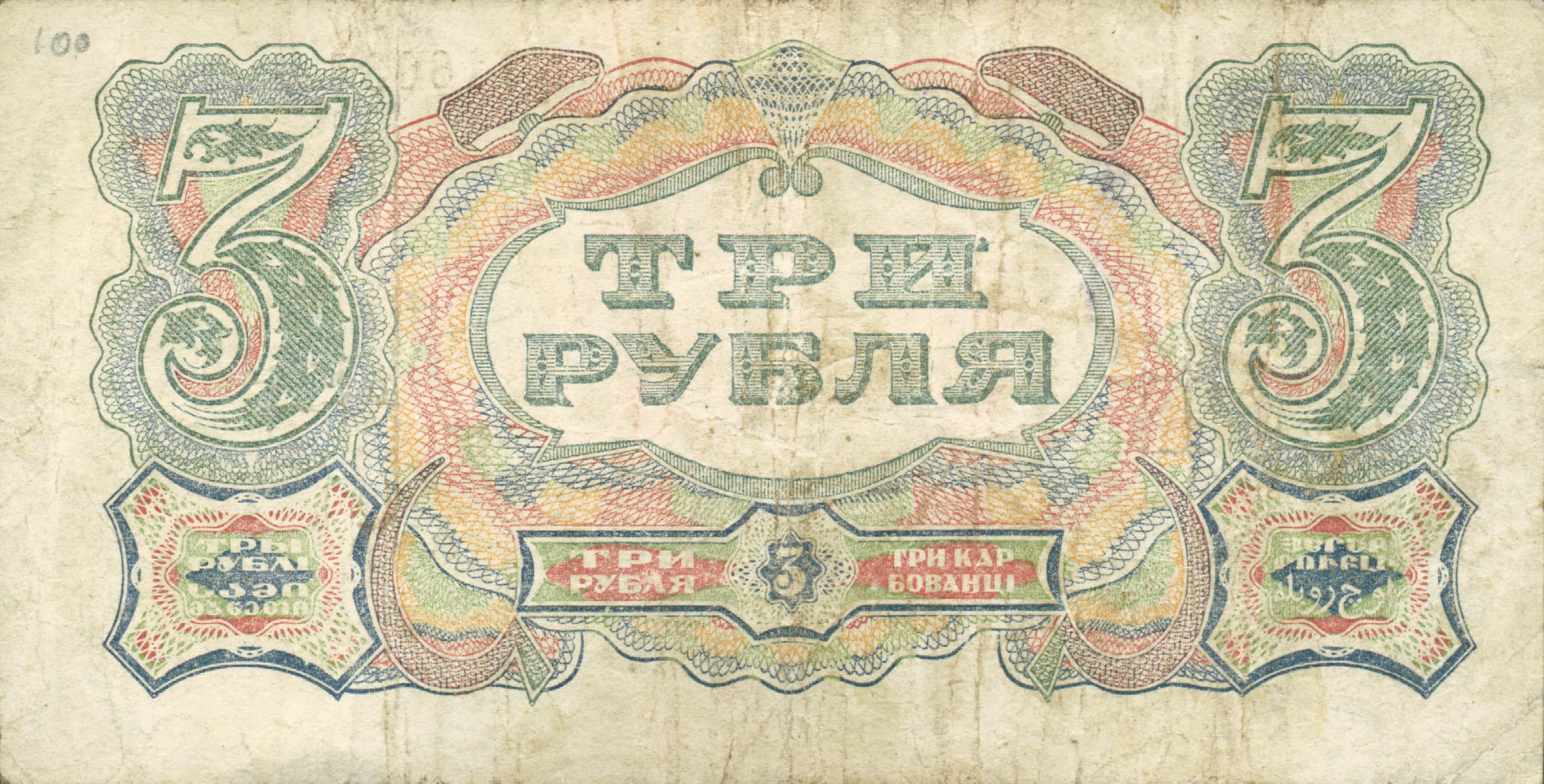
3 карбованці (1925). Реверс
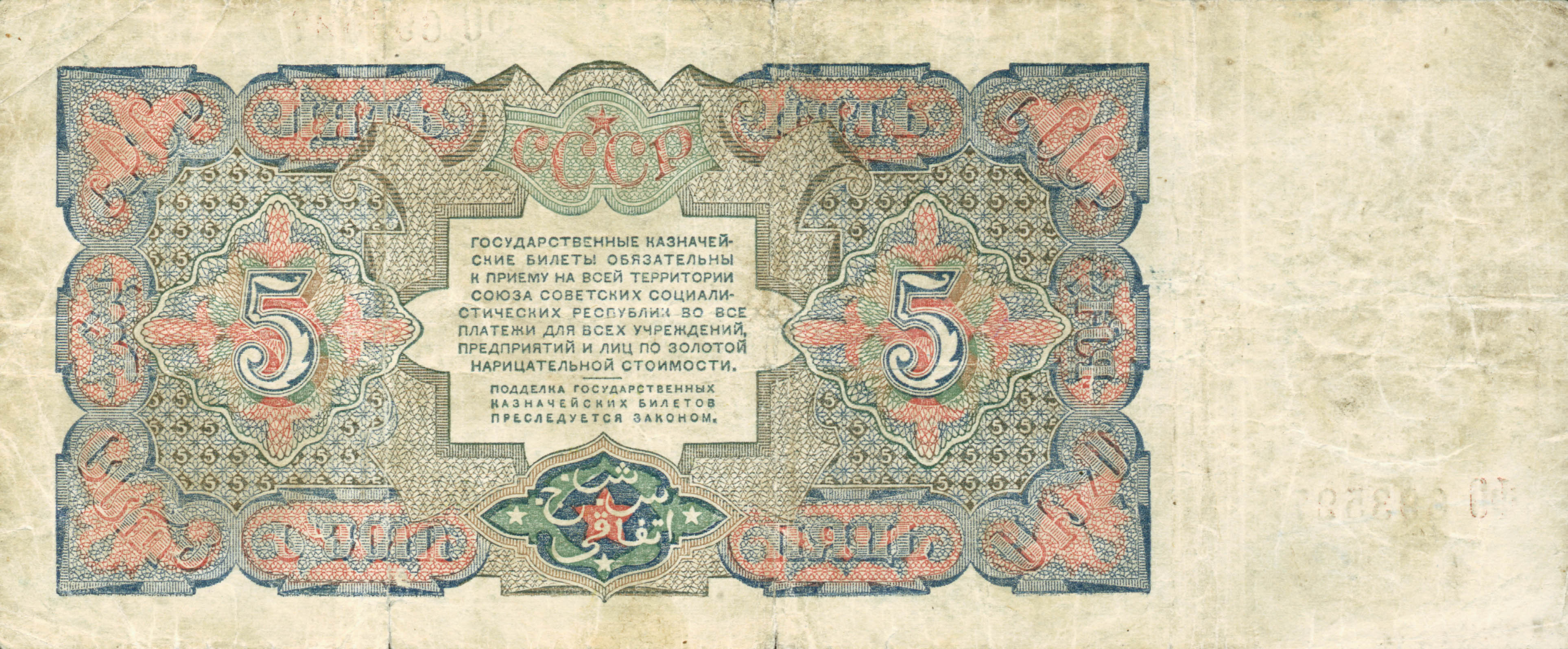
5 карбованців (1925). Реверс
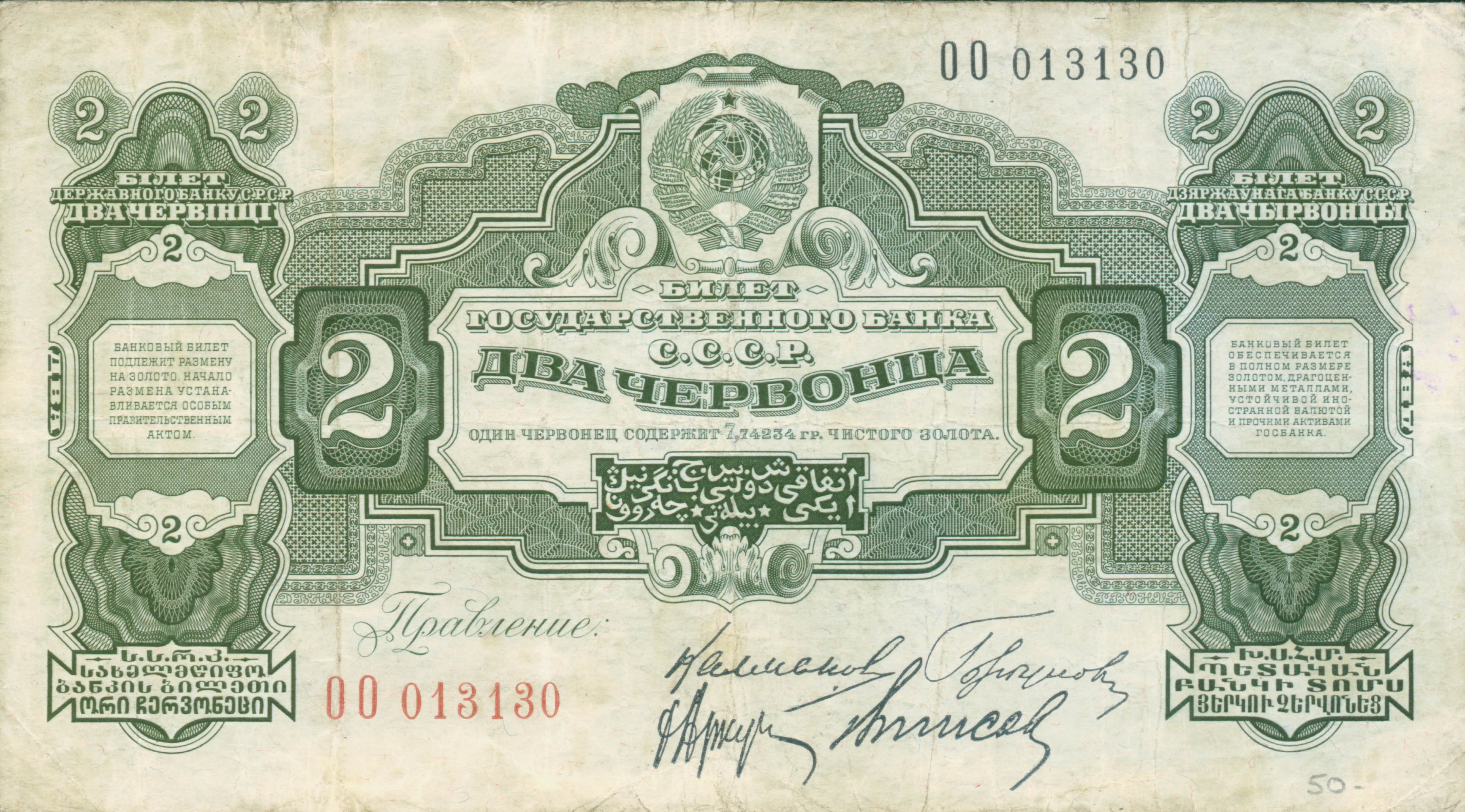
2 червінця (1928). Аверс
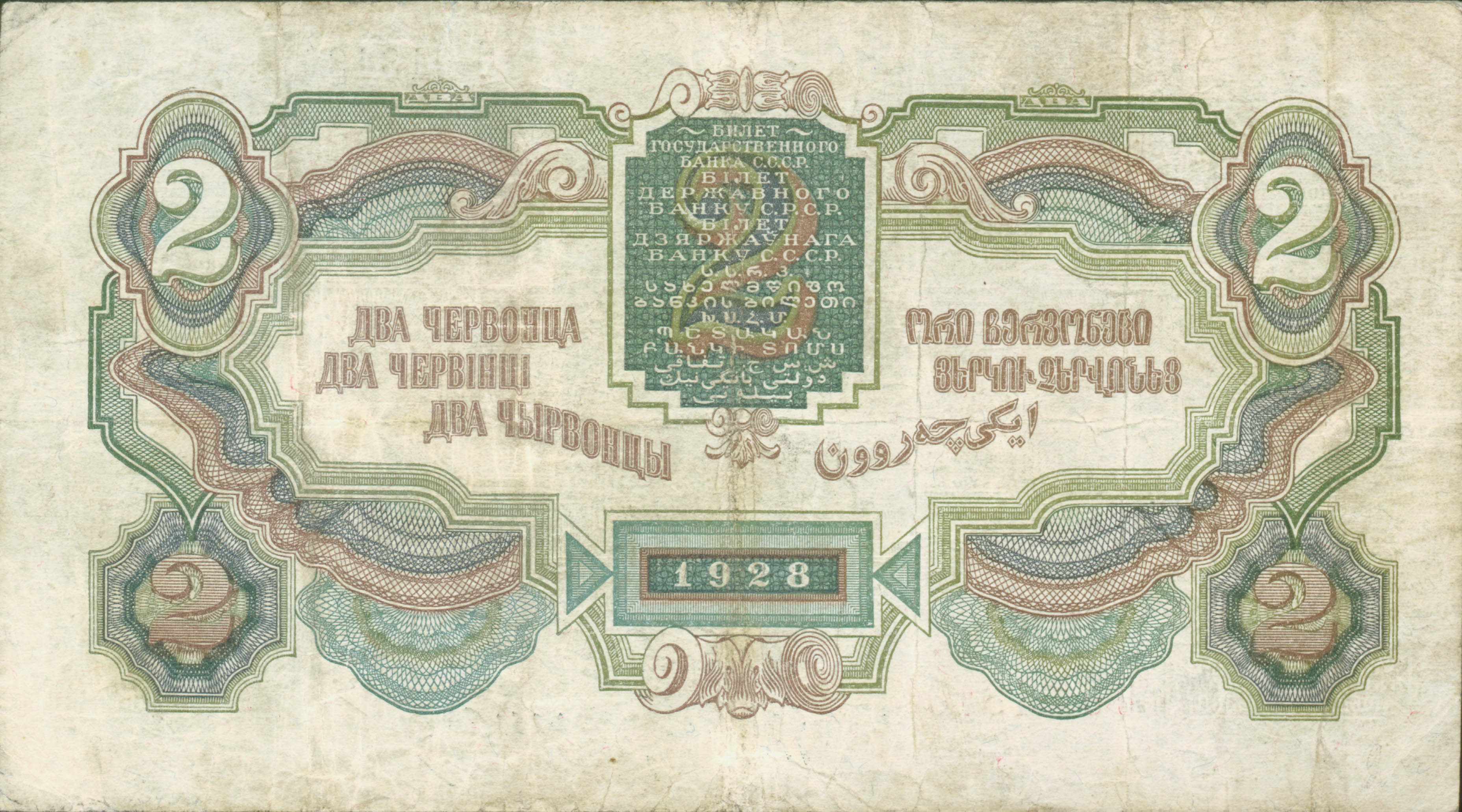
2 червінця (1928). Реверс
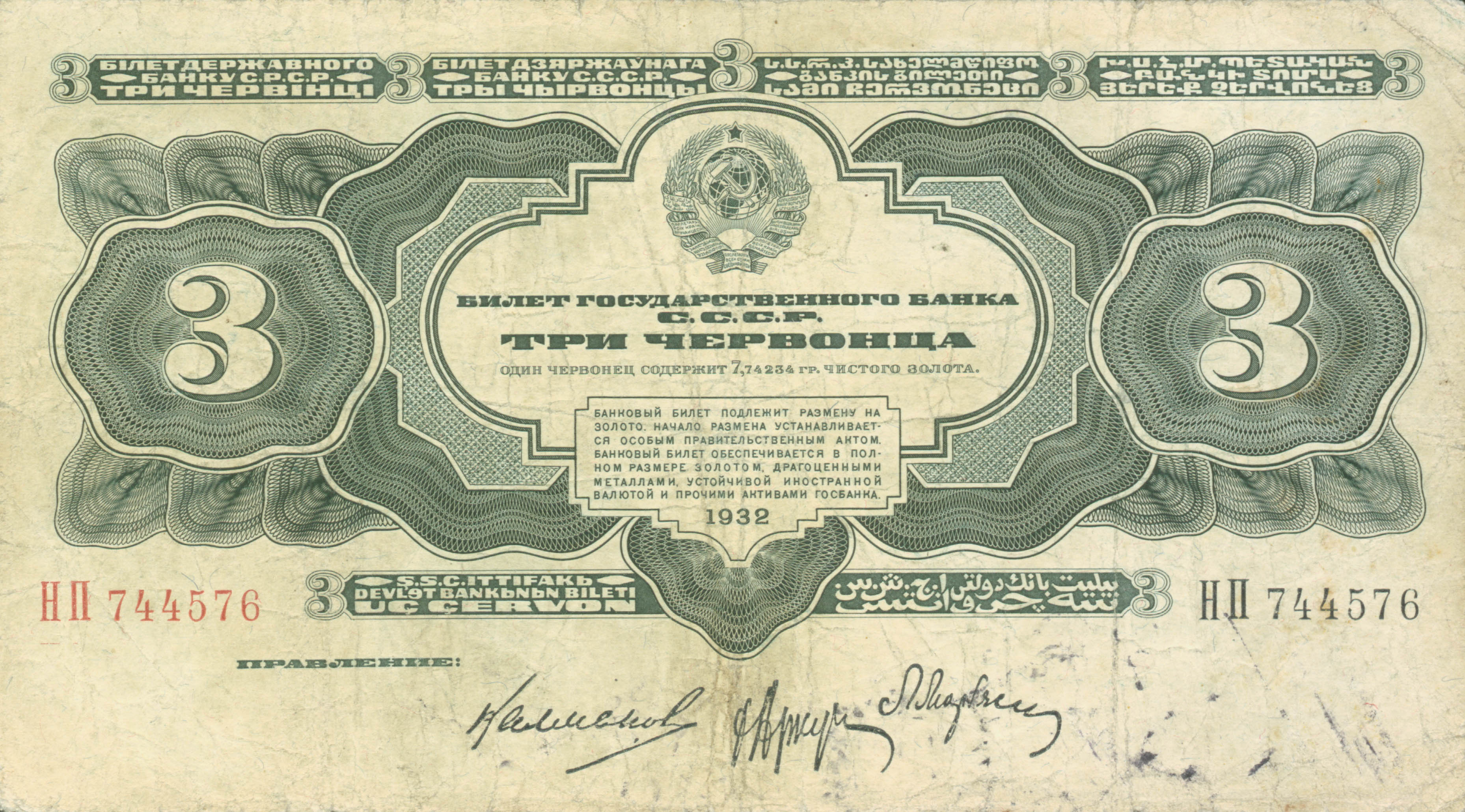
3 червінця (1932). Аверс
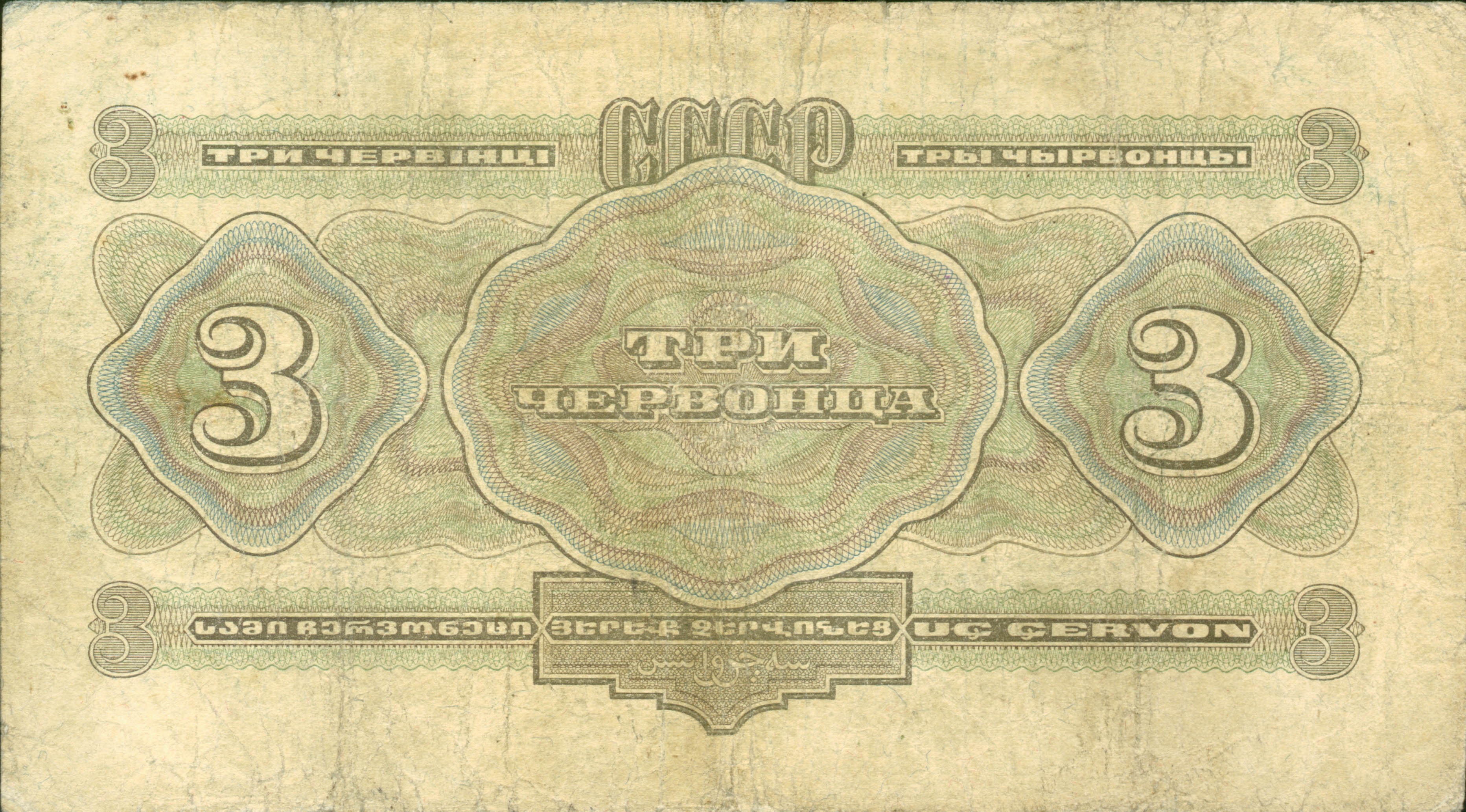
3 червінця (1932). Реверс

У березні 1926 року Іван стає «старшим художником», а 16 лютого 1932 року — Головним художником Держзнаку, обіймаючи цю посаду до самого виходу на пенсію 1971 року. Відтоді Дубасов фактично керує всією художньою діяльністю підприємства.
У 1937 році Держзнаку доручено виготовлення білетів Держбанку СРСР — червінців нового зразка. Відмінною рисою нових грошей стало те, що на них уперше за практики грошового обігу містився портрет В. І. Леніна, виконаний художником А. Р. Єберлінгом і гравірований художником А. Г. Блюмом. І. І. Дубасов виконав роботу зі створення ескізів трьох номіналів — 3, 5 і 10 червінців.
Унаслідок розширення Союзу 1938 року та зміною герба СРСР (замість шести стрічок, що обвивають колосся, їх стало 11) була здійснена заміна білетів державної скарбниці зразка 1934 року на нові, номіналами 1, 3 і 5 карбованців. Іван Дубасов зобразив на лицьовій стороні фігури шахтаря-стахановця, червоноармійця та льотчика.
Сюжети банкнот спочатку приходили нелегко, позаяк не було єдиної системи їх оформлення. Однак по призначенню Дубасова головним художником положення змінилося. Поширеним методом стає використання в оформленні портретів видатних державних діячів СРСР, а від 1937 року включення до малюнків грошових купюр портрета Леніна перетворюється на загальне правило.
Син художника згадував:
| Ліві лапки | У робочому столі батька завжди лежали — як зразки — «катенька» і «петенькапетелька, тетенька» (царські сто рублів і п'ятисотенна зі зображенням Катерини II й Петра I). Він хотів зберегти художній стиль російських грошей, намагався перейняти зі старих дореволюційних банкнот фактуру малюнка, оформлення вензелів і розеток… Прагнув дотримувати й усталеної традиції стосовно кольорів купюр відмітних вартостей. Скажімо, здавна повелося, що карбованці в нас друкувалися у жовто-коричневій гамі, «п'ятірки» — у синьо-блакитних тонах, «червінці» — у червоно-оранжевих… | Праві лапки |

Дубасов придумав оригінальний спосіб фіксування на купюрах дати виконання. Приміром, на ескізі квитка 25 червінців із зображенням греблі ДніпроГЕСу він поставив нумерацію «ИД161040», що означало наступне: ескіз виконаний Іваном Дубасовим 16 жовтня 1940 року.

### Робота над державними нагородами
Паралельно художник працює й над ескізами державних нагород. Разом з Петром Тайожним та Іваном Шадром Дубасов бере участь у створенні першого ескізу ордена Леніна.
У 1938 році він виконав ескізи медалей «За трудову доблесть» і «За трудову відмінність», а в 1939 році — ескіз найвищої медалі СРСР «Золота Зірка». Згодом Іван Дубасов створює проєкти «Маршальської Зірки» і таких нагород, як орден «Материнська слава» трьох ступенів (1944), медаль «За відновлення вугільних шахт Донбасу» (1947), медаль «За відновлення підприємств чорної металургії Півдня» (1948) та інших, ескізи численних почесних грамот.

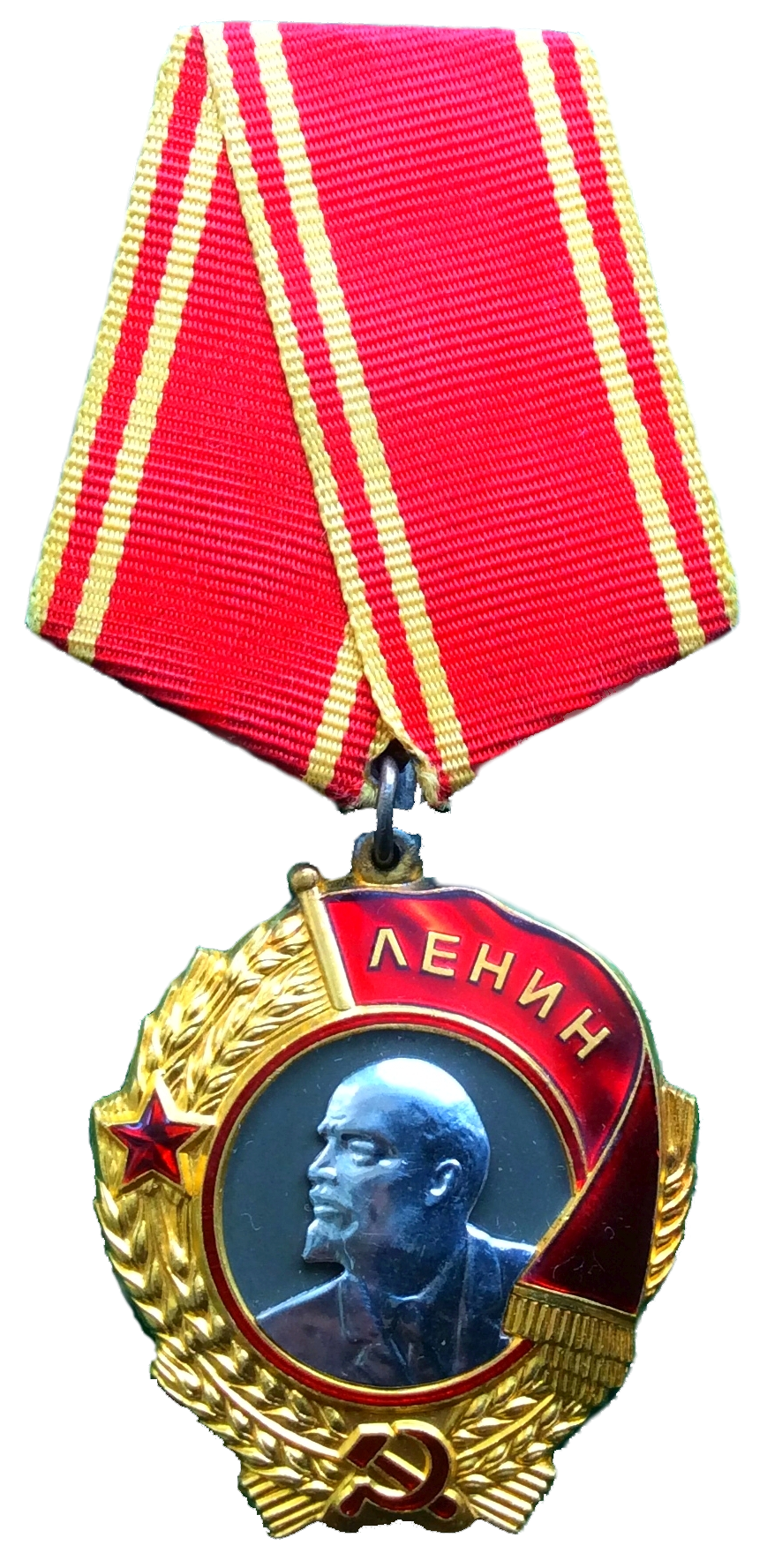
Остаточний варіант ордена Леніна
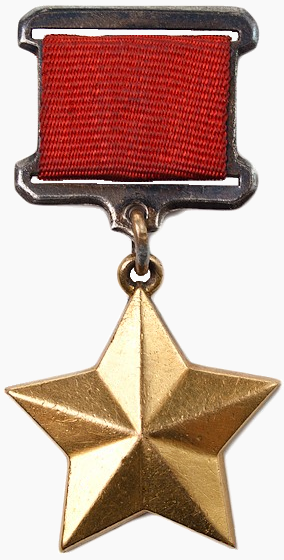
Медаль "Золота Зірка"

### Воєнний і післявоєнний період
З початком Німецько-радянської війни стало ясно, що для фінансування воєнних витрат держава потребуватиме залучати кошти населення, тому уряд уже 12 квітня 1942 року ухвалює рішення випустити облігації Державної воєнної позики. Малюнок до нього І. І. Дубасов створює ще 7 лютого 1942 року, зображуючи на ньому червоноармійця, що піднімається в атаку.
Аналогічно були створені ескізи й до облігацій Другої державної воєнної позики. Протягом 1943—1945 років Держзнаку доручено створити зразки грошових купюр, причому не тільки радянських, інших соціалістичних країн, що постали після закінчення війни. У НДР, Монголії, Польщі, Китаї, Чехословаччині, Албанії протягом десятків років були в обігу гроші, ескізи яких виконав Іван Дубасов. Діяльність головного художника Держзнаку років війни високо оцінено. У 1945 році І. І. Дубасова нагороджено орденом Леніна з формулюванням «За виконання особливо важливих завдань уряду» (а саме — за ескізи грошей для соціалістичних країн).
Художник активно працює й над грошовими знаками, випущеними після грошової реформи грудня 1947 року. Він виконує всі три оригінали білетів номіналом 1, 3 і 5 рублів, а також оригінали банківських білетів в 10, 25, 50 і 100 рублів.
На початку 1960-х років уряд постановив змінити масштаб цін, у зв'язку з чим треба було пустити в обіг нові гроші зразка 1961 року. Над ескізами грошових квитків в 1, 3 і 5 рублів працювали С. А. Поманський (лицьова сторона) і І. І. Дубасов. Були також створені нові зразки банківських квитків в 10, 25, 50 і 100 рублів. Це була остання грошова реформа, у виготовленні грошових квитків якої Дубасов взяв безпосередню участь. Однак навіть купюри зразка «павловської реформи» 1991 року, впровадженої вже після смерті художника, зроблено за його ранніми ескізами.
Головний художник Держзнаку займався також дизайном вимпелів, згодом доставлених радянськими космічними апаратами на Місяць і Венеру.
1 лютого 1971 року у віці 74 років Іван Дубасов вийшов на пенсію, відслуживши у Держзнаці 49 років. Однак він і далі допомагав у роботі своїм колегам — І. С. Крилкову (також колишньому Головному художникові Держзнака) і молодим майстрам-держзнаківцам Т. Нікітіній, Л. Майоровій, В. Смирнову, І. Мокроусову, І. Сопронову. У колі професіоналів Гознака Іван Дубасов справедливо вважався «патріархом грошової справи».
Остання робота художника — ескізи для нового міського герба Одинцова (1980), де минули його дитинство й молодість. Графічні роботи І. І. Дубасова в кількості 21 одиниця зберігаються в Одинцовському історико-краєзнавчому музеї.

## Робота в журналах
Іван Дубасов проявляв себе не тільки у справі створення грошових знаків. Довгі роки він співпрацював з багатьма періодичними виданнями. В 1923—1925 роках були поміщені сотні малюнків автора в таких журналах, як «Крестьянка», «Лапоть», «Пионер», «Безбожник», «Работница».

## Робота над поштовими марками
Талант художника проявився також у співробітництві з Дирекцією видання й експедування знаків поштової оплати (ДВЕЗПО). Після завоювання першого місця на конкурсі найкращої поштової марки 1922 року й до 1965 року Дубасов створив понад 150 оригіналів поштових марок на різні сюжети. Так, його марка 1924 року була першою в СРСР із зображенням Леніна; усього він створив понад 20 марок Ленініани. 1931 року до спільної дослідницької полярної експедиції пароплава «Малигін» і німецького дирижабля «Граф Цепелін» були випущено вісім марок із однаковим малюнком, але різного номіналу (ЦФА № 379—386; Скотт № С26—С33). Ця серія стала першим авіаційним полярним випуском і першою, що зображує судно в Арктиці. Широко відома його серія марок, присвячена 20-літтю штурму Перекопу Червоною Армією (1940) (ЦФА № 768—779; Скотт № 811—816).
В 1940-ві й 1950-ті роки художник продовжував роботу над поштовими мініатюрами, присвяченими важливим подіям у країні, а також ювілеям відомих письменників, художників і багатьох інших діячів науки й культури, включаючи:
- В. В. Маяковського (1940; (ЦФА № 733—736; Скотт № 776—779); 1953 (ЦФА № 1719; Скотт № 1663),
- А. Навої (1942; ЦФА № 821—822; Скотт № 857—858),
- О. С. Грибоєдова (1945; ЦФА № 958—959; Скотт № 966—967); 1954 (ЦФА № 1744—1745; Скотт № 1690—1691),
- О. І. Герцена (1945; ЦФА № 1004—1005; Скотт № 1009—1010),
- І. І. Мечникова (1945; ЦФА № 1006—1007; Скотт № 1011—1012),
- О. М. Горького (1946; ЦФА № 1053—1054; Скотт № 1047—1048),
- М. О. Некрасова (1946; ЦФА № 1098—1099; Скотт № 1089—1090),
- О. С. Попова (1949; ЦФА № 1395—1397; Скотт № 1352—1354); 1955 (ЦФА № 1844—1845; Скотт № 1759—1760),
- І. І. Левитана (1950; ЦФА № 1567—1568; Скотт № 1527—1528),
- В. М. Васнецова (1951; ЦФА № 1649—1650; Скотт № 1594—1595),
- О. С. Новикова-Прибою (1952; ЦФА № 1684; Скотт № 1628),
- В. Д. Полєнова (1952) (ЦФА № 1701—1702; Скотт № 1646—1647),
- В. Г. Перова (1956; ЦФА № 1886—1888; Скотт № 1805—1807),
- І. Я. Франко (1956; ЦФА № 1926—1928; Скотт № 1858—1859, 1896),
- В. В. Стасова (1957; ЦФА № 2057—2058; Скотт № 1988—1989).

Серія його марок 1954 року була присвячено 100-річчю оборони Севастополя в Кримській війні 1854—1855 років (ЦФА № 1790—1792; Скотт № 1726—1728).
Найкращими своїми роботами Іван Іванович уважав випуски з портретами Горького й Маяковського, етнографічну серію «Народи СРСР» (1933) (ЦФА № 411—431; Скотт № 489—509); разом з Д. Голядкіним, В. Зав'яловим і С. Новским). Навпаки, марка 1929 року із зображенням робітника біля верстата (ЦФА № 347; Скотт № 427) із серії «За індустріалізацію СРСР», на думку художника, йому до кінця так і не вдалася.
Іван Дубасов займав одне з провідних місць в області радянської поштової мініатюри разом з такими художниками, як В. В. Зав'ялов, В. Андрєєв, Є. Н. Гундобин. Свою манеру зображення сам художник називав технікою мініатюрного живопису, оскільки на його творчість великий вплив справило навчання в Строгановському училищі, де художнику доводилося працювати на емалі й порцеляні.

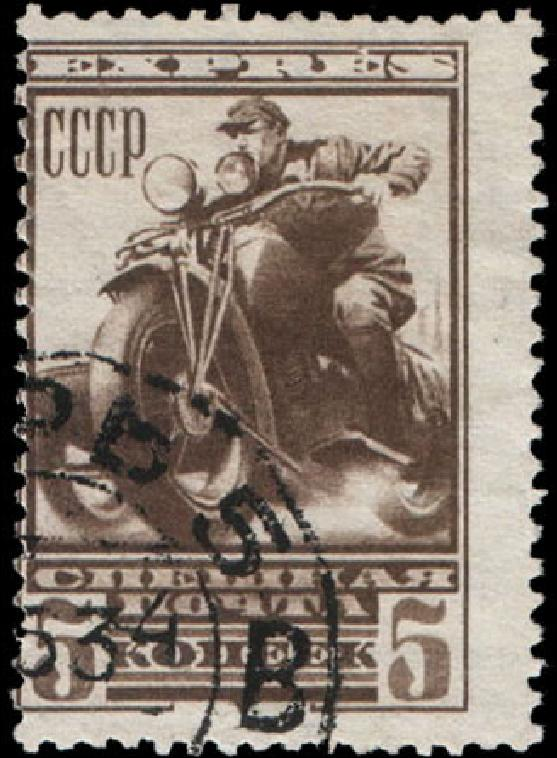
Марка СРСР спішної пошти (1932, 5 копійок) ЦФА № 387, Скотт № E1
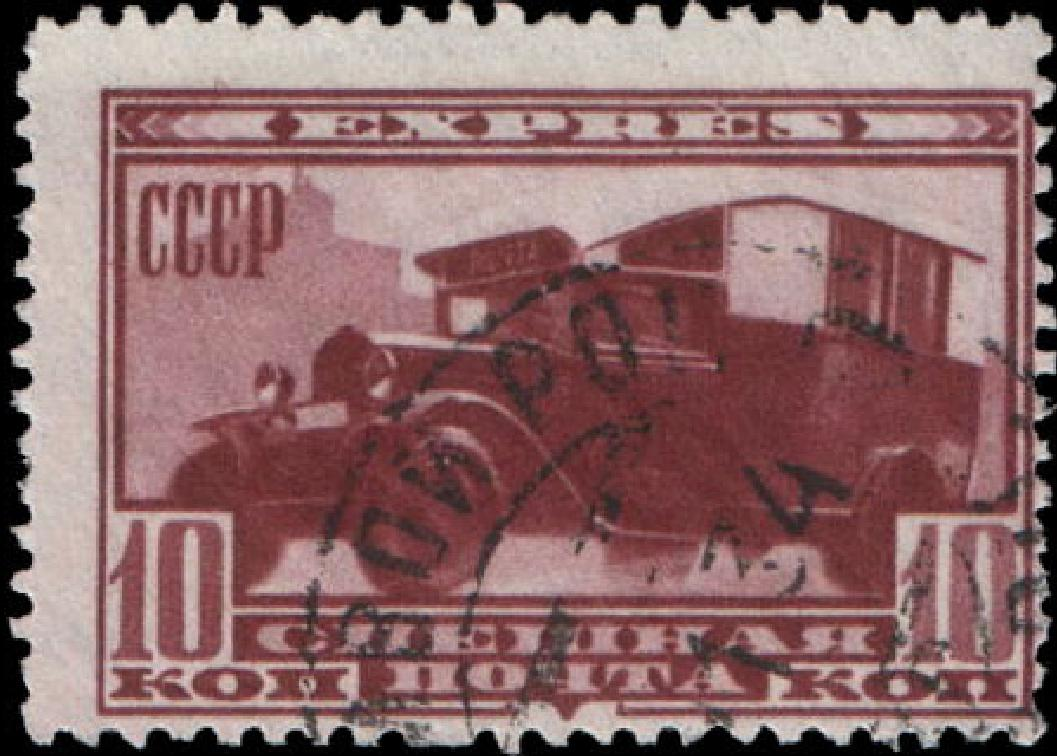
Марка СРСР спішної пошти (1932, 10 копійок) ЦФА № 388, Скотт № E2
Серія марок СРСР «Перша річниця Карело-Фінської РСР» (1941, 30 и 45 копійок; ЦФА № 800—801, Скотт № 841—842)
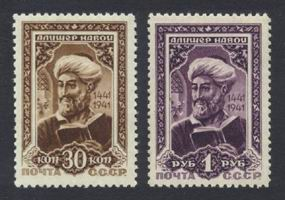
Марки СССР «500-ліття від дня народження Алішера Нізамаддіна Навої (1441—1501)» (1942, 30 копійок и 1 рубль; ЦФА № 827—828, Скотт № 857—858)
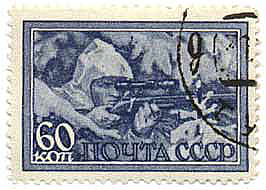
Марка СРСР із третього випуску «німецько-радянська війна 1941—1945 рр.» (1943, 60 копійок; ЦФА № 842, Скотт № 893)
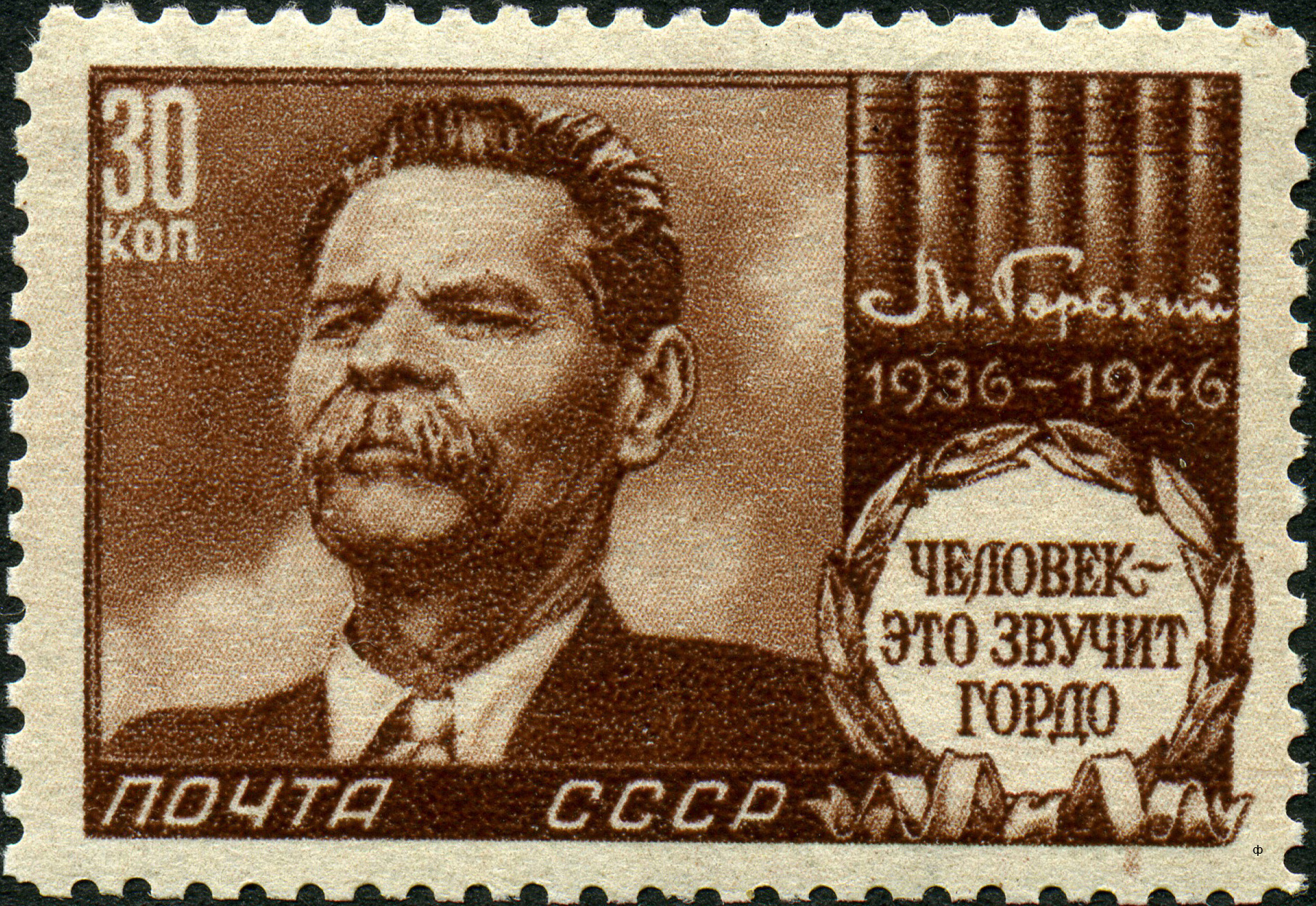
Марка СССР «10 років від дня смерті М. Горького» (1946, 30 копійок; ЦФА № 1053, Скотт № 1047)
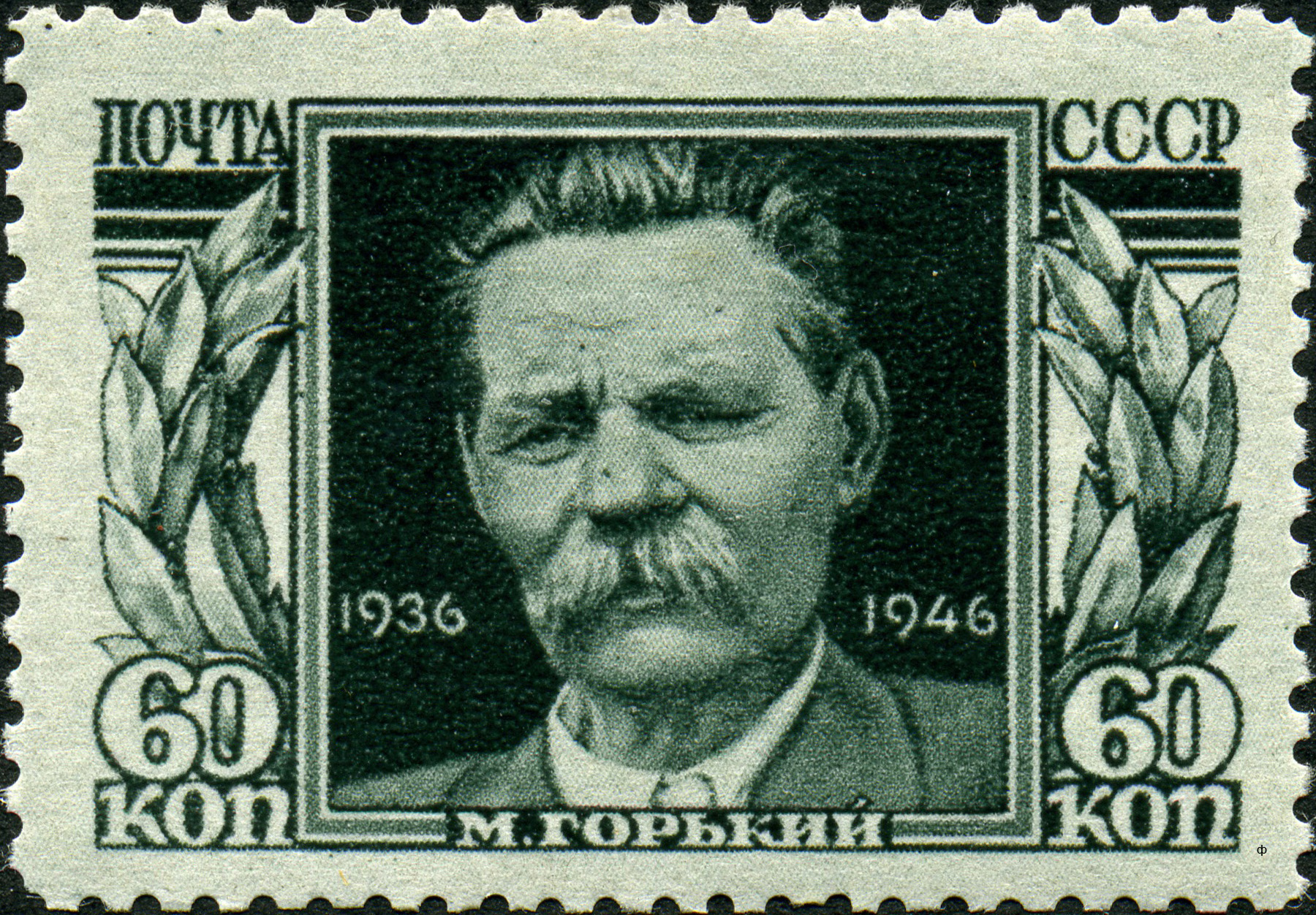
Марка СРСР «10 років від дня смерті М. Горького» (1946, 60 копійок; ЦФА № 1054, Скотт № 1048)
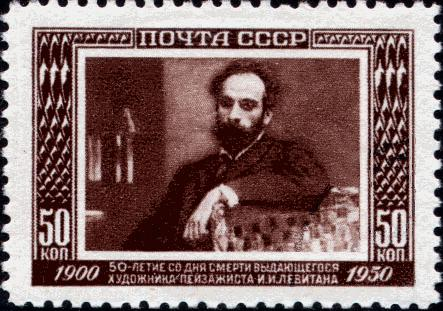
Марка СРСР «50 років від дня смерті художника І. І. Левітана» (1950, 50 копійок; ЦФА № 1568, Скотт № 1528)

## Нагороди
- Орден Леніна (1945)
- Орден Трудового Червоного Прапора (1951)
- Орден Знак Пошани
- Медалі «За доблесну працю. На відзначення 100-сторіччя від дня народження Володимира Ілліча Леніна» та ін.
- Звання «Заслужений діяч мистецтв РРФСР» (1959)

## Особисте життя
Одружився у 1923 році з дівчиною Вірою, яка 1922 року повідомила художника про газетну замітку щодо конкурсу на найкращий ескіз поштової марки до п'ятиріччя Жовтневої революції й утворення РРФСР. Одержаної Дубасовим першої конкурсної премії розміром у мільярд рублів вистачило на придбання майбутній дружині пари нових валянців. У публікаціях про художника мовиться про сина — Олександра Івановича Дубасова.